# Державний ліцей-інтернат з посиленою військово-фізичною підготовкою «Кадетський корпус» імені І. Г. Харитоненка

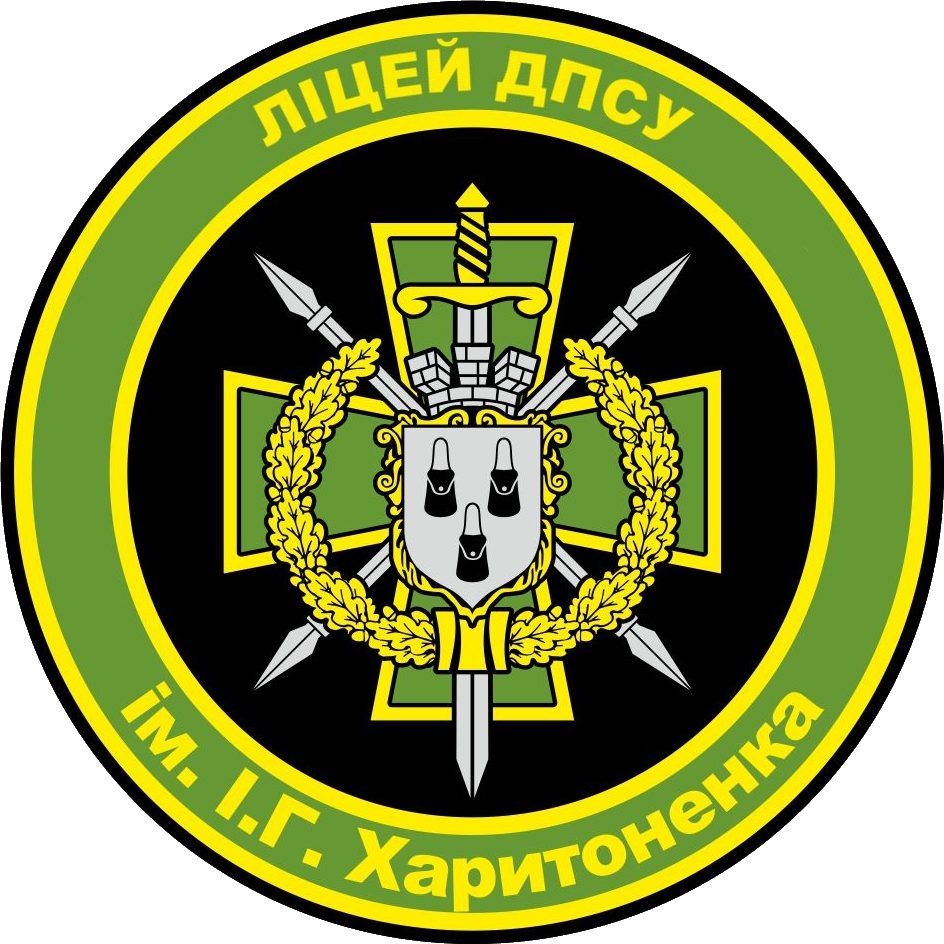
Нарукавний знак з 2019 року.

Державний ліцей-інтернат з посиленою військово-фізичною підготовкою «Кадетський корпус» імені І. Г. Харитоненка — середній загальноосвітній заклад, ліцей-інтернат з посиленою військово-фізичною підготовкою у Сумах. Підпорядковується Державній прикордонній службі України.
Ліцей-інтернат є державним загальноосвітнім навчальним закладом III ступеня з профільним навчанням і допрофесійною підготовкою, здійснює навчальну діяльність II ступеня, починаючи з 8 класу. Сумський кадетський корпус має потужну навчально-матеріальну базу (в приміщеннях архітектурного корпусу Сумського Михайлівського кадетського корпусу), яка дозволяє підготувати юнаків до подальшого навчання і військової служби. Навчально-матеріальна база постійно вдосконалюється і примножується.

## Історія
Сумський кадетський корпус було створено за кошти Івана Герасимовича Харитоненка наприкінці XIX — на початку XX століть. До урочистого відкриття кадетського корпусу 26 вересня 1902 року Іван Герасимович не дожив. Батьківську мрію реалізував його син — Павло. Харитоненки передали безплатно військовому відомству 50 десятин землі (це майже 55 гектарів), 500 тисяч карбованців на будівництво корпусу, де б жили й навчалися 500 кадетів. Сумський кадетський корпус готував кадри для Російської імператорської армії до 1918 року.
Після початку Української революції за часів Української Держави гетьмана Павла Скоропадського корпус почав працювати як «гетьманський».

### Сумське вище артилерійське командне училище
В радянські часи будівлі та житлові приміщення, вся база Сумського кадетського корпусу були використані під військові навчальні заклади вже для дорослих: до 1927 року у приміщеннях корпусу готували піхотних офіцерів, а надалі — артилеристів. Було створене Сумське артилерійське училище, інститут. У ранзі військової вищої школи колишній кадетський корпус існував як Сумське вище артилерійське командне училище. Після відновлення незалежності України воно було переформоване на Військовий інститут ракетних військ та артилерії імені Богдана Хмельницького, який проіснував до 2007 року і був розформований, а на його базі були утворені кафедра військової підготовки й Науково-дослідний центр ракетних військ і артилерії.

### Відновлення
На базі розформованого Військового інституту ракетних військ та артилерії імені Богдана Хмельницького рішенням обласної ради створили місцевий ліцей з посиленою військово-фізичною підготовкою. А вже 8 вересня 2011 року Президент України В. Ф. Янукович підписав указ про створення Державного ліцею-інтернату з посиленою військово-фізичною підготовкою «Кадетський корпус» імені І. Г. Харитоненка.
З 2007 року Кадетським корпусом керує генерал-майор Свідлов Юрій Іванович, кандидат військових наук, доцент, учасник бойових дій в Афганістані.
Одним з ключових елементів відтворення Сумського кадетського корпусу у 2011 році є відновлення домової Церкви Святого апостола і євангеліста Івана Богослова.
У березні 2019 року рішенням Кабінету Міністрів України ліцей-інтернат було передано у підпорядкування Державної прикордонної служби України.

## Діяльність
Кадети щорічно беруть участь і стають чотири роки поспіль переможцями Міжнародних військово-спортивних змагань ВПО „Покоління“ (м. Білгород, РФ) і переможцями і призерами Всеукраїнських спартакіад з військово-прикладних видів спорту. За 5 років в Сумському кадетському корпусі підготовлено: 5 майстрів спорту України по панкратіон у, дзюдо, самбо і семиборства, в тому числі 2 чемпіони світу з панкратіону, 52 кандидати в майстри спорту України з панкратіону та 158 кадет отримали і спортивні розряди з різних видів спорту.
Напередодні 68-ї річниці перемоги у Великій Вітчизняній війні 1941–1945 років 7 травня 2013 у військовому ліцеї відкрито оновлений „Музей історії навчального закладу“, в якому проводяться тематичні виховні години військово-патріотичної спрямованості.

## Структура
В системі Державної прикордонної служби України, відповідно до статті 6 Закону Україну «Про Державну прикордонну службу України» з’явився навчальний заклад Державний ліцей-інтернат з посиленою військово-фізичною підготовкою «Кадетський корпус» імені І.Г.Харитоненка Державної прикордонної служби України.
Державний ліцей-інтернат з посиленою військово-фізичною підготовкою «Кадетський корпус» імені І.Г.Харитоненка Державної прикордонної служби України (далі — Ліцей) створений відповідно до Указу Президента України від 08 вересня 2011 року №901/2011 «Про державний ліцей-інтернат з посиленою військово-фізичною підготовкою «Кадетський корпус» імені І.Г. Харитоненка» з метою якісної підготовки юнаків для вступу до вищих військових навчальних закладів військових формувань та силових структур України, надання державної допомоги у вихованні дітей-сиріт, дітей з багатодітних сімей та учасників  ліквідації наслідків Чорнобильської катастрофи. На підставі розпорядження Кабінету Міністрів України від 06.02.2019 № 54-р навчальний заклад переданий до сфери управління Адміністрації Державної прикордонної служби України.
Ліцей є державним закладом спеціалізованої освіти II –III ступенів військового профілю для дітей з 13 років, які є громадянами України (незалежно від місця проживання), починаючи з 8 класу, що забезпечує військово-професійну спрямованість навчання, проведення поглибленої допризовної та посиленої фізичної підготовки і виховання в осіб готовності до військової служби.
Особовий склад Ліцею поділяється на постійний та змінний. До постійного складу Ліцею належать військовослужбовці, педагогічні працівники та працівники Державної прикордонної служби України. До змінного особового складу відносяться ліцеїсти.
Освітній процес в Ліцеї здійснюється відповідно до Освітніх програм Ліцею українською мовою.

## Керівництво

### Сумський кадетський корпус
- 1900–1905 рр. — генерал-лейтенант Кублицький-Піотух[ru] Лев Йосипович
- 1905–1919 рр. — генерал-лейтенант Саранчов Андрій Михайлович

### Ліцей-інтернат «Кадетський корпус»
- 2007—2022 — генерал-майор Свідлов Юрій Іванович
- 2022-н.ч. — полковник Хіміч Валерій Олександрович

## Випускники
- Годунов Микола Вікторович (1998—2022) — молодший сержант Збройних сил України, учасник російсько-української війни.